# PCX
PCX (PCExchange) — стандарт представления графической информации, разработанный компанией ZSoft Corporation (г. Мариетта, штат Джорджия, США). Использовался графической программой ZSoft PC Paintbrush (одной из первых популярных графических программ) для MS-DOS, текстовыми процессорами и настольными издательскими системами, такими как Microsoft Word и Ventura Publisher.
Не столь популярный аналог BMP, хотя поддерживается специфическими графическими редакторами, такими как Adobe Photoshop, Corel Draw, GIMP и др. В настоящее время вытеснен форматами, которые поддерживают лучшее сжатие: GIF, JPEG и PNG.

## Краткая характеристика формата
Тип формата — растровый. Большинство файлов такого типа использует стандартную палитру цветов, но формат был расширен из расчета на хранение 24-битных изображений. PCX — аппаратно-зависимый формат. Предназначается для хранения информации в файле в таком же виде, как и в видеоплате. Для совместимости со старыми программами необходима поддержка EGA-режима видеоконтроллером. Алгоритм такого сжатия очень быстрый и занимает небольшой объём памяти, однако не очень эффективен, непрактичен для сжатия фотографий и более детальной компьютерной графики.
Используется сжатие без потерь. При сохранении изображения подряд идущие пиксели одинакового цвета объединяются и вместо указания цвета для каждого пикселя указывается цвет группы пикселей и их количество. Такой алгоритм хорошо сжимает изображения, в которых присутствуют области одного цвета.

## Положительные стороны формата
1. возможность создания ограниченной палитры цветов (например, 16 или 256 цветов);
2. поддерживается большим количеством приложений.

## Отрицательные стороны формата
1. не поддерживает цветовые системы, отличные от RGB;
2. многочисленные варианты, особенно при работе с цветами, могут делать работу с файлом невозможной;
3. неудобная схема сжатия в действительности может увеличивать размеры некоторых файлов.